# Salvatore Maranzano
Salvatore Maranzano (Castellammare del Golfo (Sicilië), 31 juli 1886 – New York, 10 september 1931) was een Amerikaanse crimineel van Italiaanse komaf. Hij was capo di tutti capi (baas der bazen) van New York van 15 april 1931 tot 10 september 1931.
Maranzano werd door Vito Cascio Ferro naar New York gestuurd om de Amerikaanse maffia onder controle te krijgen. Joe Masseria was daar toen capo di tutti capi van New York en Maranzano verklaarde hem de oorlog (de Castellammarijnse oorlog genoemd).
Lucky Luciano, toen werkend voor Joe Masseria, voegde zich bij Maranzano en vermoordde zijn vorige don Masseria. Maranzano werd capo di tutti capi van New York.
Maranzano begon Lucky Luciano en zijn handlangers te vrezen. Hij vond dat Luciano een gevaar voor hem begon te vormen omdat hij steeds meer macht verzamelde. Maranzano stelde een lijst op van mensen die vermoord moesten worden. Op deze lijst stonden onder anderen Lucky Luciano, Al Capone, Frank Costello, Vito Genovese, Joe Adonis en Dutch Schultz. Maranzano huurde de Ierse huurmoordenaar Vincent "Mad Dog" Coll in om deze klus te klaren. Tommy Lucchese, Luciano's insider, kwam hierachter en lichtte Luciano in. Deze handelde vervolgens snel en was Maranzano een stap voor. Luciano's mannen, vermomd als belastingfunctionarissen en politiemannen, kwamen Maranzano's kantoor binnen op de 8e verdieping van de Helmsley Building en vermoordden hem. Lucky Luciano greep de macht en was nu capo di tutti capi.